# 大出口村
大出口村（おおでぐちむら）は、かつて新潟県中頸城郡にあった村。

## 沿革
- 1889年（明治22年）4月1日 - 町村制施行に伴い中頸城郡伯母沢村、後生寺村、上泉村、下泉村、赤沢村、下中条村、小苗代村、代石村が合併し、大出口村が発足。
- 1901年（明治34年）11月1日 - 中頸城郡中吉川村、上吉川村（一部）と合併し、吉川村となり消滅。